# Pogojna verjetnost
Pogojna verjetnost  je verjetnost, da se zgodi dogodek {\displaystyle A\!}, pod pogojem, da se je zgodil neki drugi dogodek {\displaystyle B\!}. Takšno verjetnost označimo s {\displaystyle P(A|B)\!}. Pogojno verjetnost lahko določimo za nezvezne (diskretne) in zvezne slučajne spremenljivke.

## Dva dogodka
Za dva dogodka dobimo pogojno verjetnost po obrazcu:
{\displaystyle P(A|B)={\frac {P(A\cap B)}{P(B)}}},
kjer je 
- {\displaystyle P(B)>0\!}
- z oznako {\displaystyle P(A\cap B)\!} je označeno pojavljanje dogodka {\displaystyle A\!} in dogodka {\displaystyle B\!}    (presek dogodkov {\displaystyle A\!}  in {\displaystyle B\!}).

Za presek dogodkov uporabljamo tudi izraz produkt dogodkov. Verjetnost produkta dogodkov označimo tudi s {\displaystyle P(AB)\!}. V tem primeru za pogojno verjetnost lahko zapišemo {\textstyle P(A|B)={\frac {P(AB)}{P(B)}}\!}.
Kadar je {\displaystyle B} enako nič, je verjetnost {\displaystyle P(A|B)}  nedefinirana (glej Borel-Kolmogorov paradoks).
Velja tudi:
{\displaystyle P(B|A)={\frac {P(B\cap A)}{P(A)}}}.

## Večje število dogodkov
Zgornji izraz lahko napišemo kot 
{\displaystyle P(A|B)P(B)=P(A\cap B)\!}
oziroma posplošimo na tri dogodke
{\displaystyle P(A\cap B\cap C)=P(A)P(B|A)P(C|A\cap B)\!}.
Za poljubno število dogodkov pa to napišemo kot
{\displaystyle {\begin{aligned}P(A_{1}\cap A_{2}\cap \dots \cap A_{n})&=P(A_{1})\cdot {\frac {P(A_{1}\cap A_{2})}{P(A_{1})}}\cdot {\frac {P(A_{1}\cap A_{2}\cap A_{3})}{P(A_{1}\cap A_{2})}}\cdot \ldots \cdot {\frac {P(A_{1}\cap \dots \cap A_{n})}{P(A_{1}\cap \dots \cap A_{n-1})}}\\&=P(A_{1})\cdot P(A_{2}|A_{1})\cdot P(A_{3}|A_{1}\cap A_{2})\cdot \ldots \cdot P(A_{n}|A_{1}\cap \dots \cap A_{n-1})\end{aligned}}}

## Neodvisni in nezdružljivi dogodki
Dva dogodka {\displaystyle A} in {\displaystyle B} sta neodvisna, če zanju velja:
{\displaystyle P(A|B)=P(A)\!}  in {\displaystyle P(B|A)=P(B)\!}.
To pomeni, da je za neodvisne dogodke je pogojna verjetnost enaka verjetnosti posameznih dogodkov.
Za neodvisne dogodke velja tudi 
{\displaystyle P(A|B)=P(A)}  oziroma {\displaystyle P(B|A)=P(B|{\overline {A}})\!}
kjer je z
{\displaystyle {\overline {A}}}  označena negacija dogodka {\displaystyle A\!}  (dogodek {\displaystyle A}  se ne zgodi).
Povsem enostavno je posplošiti zgornje izraze na večje število dogodkov.
Za verjetnost produkta neodvisnih dogodkov velja tudi:
{\displaystyle P(A\cap B)=P(A).P(B)}.
Kadar pa sta dogodka nezdružljiva velja: 
{\displaystyle P(A|B)=0}.

## Bayesov obrazec
Povezavo med verjetnostjo {\displaystyle P(A|B)\!} in {\displaystyle P(B|A)\!}  nam daje Bayesov obrazec (izrek o verjetnosti hipotez).
{\displaystyle P(B{\mid }A)=P(A{\mid }B)\,{\frac {P(B)}{P(A)}}.}

## Zvezne spremenljivke
Podobno definiramo pogojno verjetnost za zvezne spremenljivke.
{\displaystyle f(x|A)={\begin{cases}{\frac {f(x)}{P(A)}}&x\epsilon A\\0&x\notin A\\\end{cases}}}
kjer je 
- {\displaystyle f(x)\!} funkcija gostote verjetnosti za slučajno spremenljivko X
- A je dogodek s pozitivno verjetnostjo

Za katerikoli dogodek {\displaystyle B} velja tudi 
{\displaystyle P(B|A)=\int \limits _{B}f(x|A)dx\ \!}.
Verjetnost {\displaystyle P(B|A)\!}  je pogojna verjetnost  za dogodek {\displaystyle B}, če se je zgodil dogodek {\displaystyle A}.